# Rajská zahrada metróállomás
Rajská zahrada egy metróállomás Prágában a prágai B metró vonalán.

## Szomszédos állomások
A metróállomáshoz az alábbi állomások vannak a legközelebb:
- Hloubětín (Zličín)
- Černý Most (Černý Most)

## Átszállási kapcsolatok
| B (Zličín ↔ Černý Most) |                        |                         |
| Állomás                 | Átszállási kapcsolatok | Fontosabb létesítmények |
| Rajská zahrada          | 181, 201, H1 P+R       |                         |